# Kambamba Kulaxingo
Kambamba Kulaxingo (1899 – 15 de gener de 2006), també conegut com a Kambamjiji Kulaxingu, va ser el rei de Baixa de Cassange fins a la seva mort en 2006.
En 2002 el rei Kulaxingo va demanar al govern d'Angola a establir la 19a província amb parts de Malanje i Lunda-Nord. Arribà a ser una persona força respectada i un referent de la cultura del seu poble, i va morir en 2006 als 107 anys d'una malaltia.